# Ensemble Nobiles
Nobiles ist eine A-cappella-Gruppe aus Leipzig. Der Name nobiles bezeichnete im römischen Reich politisch aktive Nachfahren von Konsuln.

## Geschichte
Im Januar 2006 gründete sich das Männerensemble Nobiles aus Mitgliedern des Thomanerchores Leipzig. Dort lernten sich die Sänger kennen und erhielten eine musisch vertiefte neunjährige Ausbildung.
Das Repertoire reicht von der spätmittelalterlichen Messe bis zur Moderne.
Schwerpunkte sind sowohl weltliche Männerchöre der Romantik, insbesondere Werke von Franz Schubert, Robert Schumann und Felix Mendelssohn Bartholdy, als auch ein umfangreiches kirchenmusikalisches Werkgut.
Eine intensive Zusammenarbeit verbindet Nobiles mit zeitgenössischen Künstlern wie dem Komponisten Manfred Schlenker, der dem Ensemble seine Liedmotette Gott wohnt in einem Lichte widmete, Volker Bräutigam, der für ein gemeinsames Konzert zu den 35. Leipziger Jazztagen mehrere Werke arrangierte, sowie dem Vokalquartett New York Polyphony oder Daniel Hope. Das Vokalensemble bettet in die Konzertprogramme auch immer wieder Werke des Thomaskantors Georg Christoph Biller ein. Schon seit einigen Jahren arbeiten sie zudem mit dem mehrfach ausgezeichneten Vokalensemble Sjaella zusammen.
Unter der Leitung von Biller war Ensemble Nobiles gemeinsam mit den Solistinnen Gesine Adler und Reglint Bühler und den Ensembles De Morales, Thios Omilos, Noema und dem Leipziger Barockorchester im Juli 2011 und 2013 beim Mitteldeutschen Rundfunk in mehreren Konzert-Live-Übertragungen zu hören.
Im Mai 2012 erschien die CD Eine Deutsche Messe beim Leipziger Label Genuin classics. Die Aufnahme basiert auf der Deutschen Messe von Franz Schubert und vollzieht einen Gottesdienst musikalisch nach.
Anlässlich des 70. Todestags Hugo Distlers nahmen die beiden Leipziger Vokalensembles Sjaella und Ensemble Nobiles eine CD mit Hauptwerken des chormusikalischen Schaffens des Komponisten auf (erschienen bei Rondeau Production).
Neben ihrer Konzerttätigkeit in Deutschland gastierte das Ensemble auch in Australien, Neuseeland, Singapur, USA, Spanien, der Schweiz, Frankreich, Norwegen und den Niederlanden.

## Preise
- 2013: Gewinner des Sächsischen Chorwettbewerbs in der Kategorie „Vokalensemble – H1“ und Sonderpreis des Sächsischen Staatsministeriums für Wissenschaft und Kunst[4]
- 2014: 40. Deutscher Musikwettbewerb Bonn – Stipendiat des Deutschen Musikrates mit Aufnahme in die Bundesauswahl Konzerte Junger Künstler[5] / Stipendium der Marie-Luise Imbusch-Stiftung Lübeck / Sonderpreis und Stipendium der Deutschen Stiftung Musikleben[6]
- 2014: 9. Deutscher Chorwettbewerb Weimar – Gewinner des Deutschen Chorwettbewerbs in der Kategorie „Vokalensemble – H1“[7]
- 2015: Felix Mendelssohn Bartholdy Hochschulwettbewerb der Stiftung Preußischer Kulturbesitz in Zusammenarbeit mit der Rektorenkonferenz der deutschen Musikhochschulen und der Universität der Künste Berlin – 3. Preis in der Kategorie „Vokalensemble“[8]
- 2015: 13. Mednarodnega zborovskega tekmovanje (Internationaler Chorwettbewerb) Gallus Maribor Slowenien 2015 – Beste Vokalgruppe[9]
- 2015: Contemporary Acappella Recording Award – Runner up in der Kategorie „Best Classical Album“ für CD Bis willekommen.[10]
- 2015: 9. Internationaler A Cappella Wettbewerb des 16. Internationalen Festivals für Vokalmusik „a cappella“ Leipzig 2015 – Sonderpreis des Ensemble Amarcord und Sonderpreis des MDR-Musiksommer
- 2016: vokal.total.2016 International A Cappella Competition Graz – Gold Diplom und Ward Swingle Award der Kategorie „Klassisches Vokalensemble“[11]
- 2016: 48. Tolosa Choral Contest – 2. Preis in der Kategorie „Vokalensemble – Geistliche Musik“[12]
- 2019: Internationaler A Cappella Wettbewerb des Internationalen Festivals für Vokalmusik „a cappella“ Leipzig 2019 - 3. Preis
- 2019: Tampere Vocal Competition – 1. Preis, Kategorie: Unverstärktes Vokalensemble

## Diskografie
- In Freud und Leid (2010)
- Eine Deutsche Messe (Genuin 05/2012)
- Hugo Distler 1908–1942 (Rondeau 11/2012)
- Bis willekommen (Genuin 10/2014)
- Landkjending/Landerkennung (Genuin 05/2017)
- In Gottes eigenem Land – CD mit Bühnenmusik zum gleichnamigen Theaterstück der Landesbühnen Sachsen von Paul Heller
- vollxlied | Made in Germany (Discors 12/2020)
- Es rappelt im Salon | Rivalen der Comedian Harmonists (Discors 02/2024)